# Monoculodes tuberculatus
Monoculodes tuberculatus är en kräftdjursart som beskrevs av Boeck 1871. Monoculodes tuberculatus ingår i släktet Monoculodes och familjen Oedicerotidae. Inga underarter finns listade i Catalogue of Life.